# Наследство волшебника Бахрама
«Наследство волшебника Бахрама» — советский мультипликационный фильм 1975 года режиссёра Романа Качанова.

## Сюжет
Обыкновенную советскую школьницу Машу, забывшую переодеться в школьную форму и одетую как мальчишка, по ошибке похищает Зильзиля, слуга волшебника и хранителя подземных сокровищ Бахрама. Когда ошибка открылась, Зильзиля уговорил волшебника оставить понравившуюся ему девочку.
Не желая оставаться навечно в подземном царстве и не польстившись ни на чудеса, ни на волшебство и сокровища, Маша не оставляла попыток вернуться домой, хотя в итоге подземный волшебник оказался неплохим человеком.

## Создатели
- Авторы сценария: Роман Качанов, Эдуард Успенский
- Художник-постановщик: Елена Пророкова
- Оператор: Борис Котов
- Композитор: Михаил Меерович
- Звукооператор: Георгий Мартынюк
- Художники-мультипликаторы: Юрий Бутырин, Марина Восканьянц, Виктор Лихачёв, Рената Миренкова, Марина Рогова, Олег Сафронов,  Виктор Шевков
- Ассистенты: Е. Туранова, Елена Гололобова, Нина Николаева, Майя Попова
- Художники: Инна Заруба, В. Максимович, Вера Харитонова
- Редактор: Наталья Абрамова
- Монтажёр: Ольга Василенко
- Роли озвучивали:
  - Георгий Вицин — Бахрам
  - Василий Ливанов — Зильзиля
  - Мария Виноградова — Маша
- Звукооформитель: Александр Баранов
- Директор картины: Фёдор Иванов
- Режиссёр: Роман Качанов

## Отзывы
Историк мультипликации Георгий Бородин отнёс мультфильм к жанру лирико-юмористических детских фильмов.
Сергей Капков отмечал высокую популярность мультфильма в среде советских детей.